# ميخايلو ألبيرتوفيتش فيودوروف
ميخايلو ألبيرتوفيتش فيودوروف (بالأوكرانية: Михайло Альбертович Федоров) سياسي أوكراني ولد في (
21 يناير 1991 زابوروجييه، أوكرانيا) نائب رئيس وزراء أوكرانيا ووزير التحول الرقمي